# Turjak (Gradiška)
Turjak (en serbio: Турјак) es una aldea de la municipalidad de Gradiška, Republika Srpska, Bosnia y Herzegovina.
Se encuentra incluida administrativamente en el consejo comunal de Turjak junto a Trnovac; Adžići y Samardžije.

## Población
| Composición de la Población - Aldea de Turjak | Composición de la Población - Aldea de Turjak | Composición de la Población - Aldea de Turjak | Composición de la Población - Aldea de Turjak | Composición de la Población - Aldea de Turjak |
| --------------------------------------------- | --------------------------------------------- | --------------------------------------------- | --------------------------------------------- | --------------------------------------------- |
|                                               | 2013                                          | 1991                                          | 1981                                          | 1971                                          |
| Total                                         | 274                                           | 415 (100,0%)                                  | 441 (100,0%)                                  | 528 (100,0%)                                  |
| Varones                                       | 129                                           | -                                             | -                                             | -                                             |
| Mujeres                                       | 145                                           | -                                             | -                                             | -                                             |
| Serbios                                       | 270                                           | 392 (94,46%)                                  | 338 (76,64%)                                  | 514 (97,35%)                                  |
| Croatas                                       | 1                                             | 3 (0,72%)                                     | 2 (0,45%)                                     | 5 (0,95%)                                     |
| Bosniacos                                     | -                                             | -                                             | -                                             | -                                             |
| Eslovenos                                     | -                                             | -                                             | -                                             | -                                             |
| Musulmanes                                    | -                                             | -                                             | -                                             | -                                             |
| Montenegrinos                                 | -                                             | -                                             | 4 (0,91%)                                     | -                                             |
| Macedonios                                    | -                                             | -                                             | -                                             | -                                             |
| Gitanos                                       | -                                             | -                                             | -                                             | -                                             |
| Albaneses                                     | -                                             | -                                             | -                                             | -                                             |
| Ukranianos                                    | -                                             | -                                             | -                                             | -                                             |
| Yugoslavos                                    | -                                             | 16 (3,85%)                                    | 97 (22%)                                      | 5 (0,95%)                                     |
| Otros                                         | -                                             | 4 (0,96%)                                     | -                                             | 4 (0,76%)                                     |
| Sin declarar                                  | -                                             | -                                             | -                                             | -                                             |
| Desconocidos                                  | 3                                             | -                                             | -                                             | -                                             |